# Török István (színművész, 1825–1865)
Török István (Kolozsvár, 1825. május 20. (keresztelés) – Szeged, 1865. május 10.) színész.

## Élete
Török István (1789–1851) színész és Soós Julianna fiaként született, Csiszár Sámuel református lelkész keresztelte. 1846-ban Debrecenben, ezután Kolozsvárott és Győrött szerepelt. 1848 és 1850 között a Nemzeti Színház kórusában énekelt mint tenorista. 1849–től az 1850-es évekig sógora, Latabár Endre társulatával járta be az országot. Játszott Szegeden, Kassán, Kolozsvárott, Miskolcon, Nagyváradon, és Aradon is. Utolsó éveiben Latabár Endre titkára volt.

## Fontosabb szerepei
- Bolzmann (Albini: Veszedelmes nagynéne)
- Stutzli (Szigligeti Ede: Két pisztoly)
- Bengali (Beecher-Stowe–Dumanoir-D’Ennery: Tamás bátya kunyhója)
- Kényházi (Eötvös J.–Szigeti J.: Viola)
- Ruskó (Telepi Gy.: Borsszem Jankó)